# Miasteczko na prerii
Miasteczko na prerii (Little Town on the Prairie, 1941) Laura Ingalls Wilder stanowi siódmy tom (w wersji Agencji Kris - szósty) jej cyklu książek Domek z dużą dozą elementów autobiograficznych, edytowanego przez córkę Rose Wilder Lane.
Akcja powieści rozgrywa się od lata 1881 do 24 grudnia 1882. Po długiej i ciężkiej zimie, Ingallsowie powrócili na farmę za miastem. Laura przyjmuje dorywczą pracę szwaczki, by wspomóc rodziców, którzy marzą o wysłaniu niewidomej Mary do specjalnej szkoły. Udaje się to i jesienią dziewczynka opuszcza dom. Tymczasem reszta rodziny przenosi się na kolejną zimę do miasta. Laura i Carrie wracają do szkoły. Trafiają tam też niespodziewanie Nellie Oleson i jej brat Willie. Laura przykuwa uwagę Almanza Wildera.

## Książka a rzeczywistość
Dnia 23 listopada 1881 Mary Ingalls rzeczywiście rozpoczęła naukę w szkole dla niewidomych w Vinton w stanie Iowa. 
Nellie Oleson w serii Domek pojawiła się wcześniej w części Nad Śliwkowym Strumieniem. Faktycznie, Nellie Oleson jest postacią fikcyjną, która jednak ma swoje pierwowzory w osobach trzech dziewcząt, które uczęszczały z Laurą do szkół w różnych okresach jej życia. Wzorem dla Nellie z "Miasteczka" była pochodząca z Nowego Jorku córka nauczycielki, Genevieve Masters. 

## Strony zewnętrzne
- Miasteczko na prerii w portalu Open Library